# Opius rugisternum
Opius rugisternum är en stekelart som beskrevs av Fischer 1995. Opius rugisternum ingår i släktet Opius och familjen bracksteklar. Inga underarter finns listade i Catalogue of Life.